# Oberstocksried
Oberstocksried ist ein Ortsteil des Marktes Neukirchen-Balbini im Landkreis Schwandorf des Regierungsbezirks Oberpfalz im Freistaat Bayern.

## Geografie
Oberstocksried liegt 5 Kilometer nordwestlich von Neukirchen-Balbini, 3 Kilometer östlich der Staatsstraße 2398.

## Ortsname
Der Ortsname Stekke oder Stokke, der später zu Unter- und Oberstocksried wurde, ist bereits 1138 und 1155 belegt. Er leitet sich von Stocken als Bestandteil des Rodungsvorganges ab, dem Entfernen der angekohlten Baumstümpfe.
Unter- und Oberstocksried wurden teilweise gemeinsam als Stocksried aufgeführt; so im Ortsregister von 1875 gemeinsam, aber im Ortsregister von 1861 getrennt und ab 1885 immer getrennt; in den Kirchenmatrikeln bis 1916 gemeinsam, dann ab 1997 getrennt.

## Geschichte
Stocksried (auch: Stekke, Stokke, Stockßrieth) gehört zu den Bamberger Gründungen aus dem ersten Drittel des 12. Jahrhunderts. Es wurde in der Ausstattungsurkunde von 1138 erstmals schriftlich erwähnt.
Heinrich II. stattete 1007 das Erzbistum Bamberg mit seinem Allodialgut Nittenau aus. 1110 gründete Bischof Otto von Bamberg das Kloster Prüfening. Diesem übergab er Orte in der Umgebung von Nittenau und in der Umgebung von Neukirchen-Balbini. Diese Orte unterstanden zunächst den Ämtern Nittenau und Wetterfeld. Später wurden sie Bestandteil des kurpfälzischen Landrichteramtes Neunburg vorm Wald. In der Ausstattungsurkunde von 1138 wurden folgende Orte genannt: Enzenried, Goppoltsried, Grottenthal, Lengfeld, Meigelsried, Neukirchen-Balbini, Thanried, Stocksried (Unter-, Oberstocksried) und Wirnetsried.
Neunburg wurde zu Beginn des 16. Jahrhunderts in ein Inneres und ein Äußeres Gericht unterteilt. Das Innere Gericht umfasste den Ostteil des Gebietes und das Äußere Gericht den Westteil. Die Grenze zwischen Innerem und Äußerem Gericht verlief von Norden nach Süden: Die Ortschaften Oberauerbach, Fuhrn und Taxöldern gehörten zum Äußeren Amt, während Grasdorf, Luigendorf und Pingarten zum Inneren Amt gehörten. Stocksried gehörte zum Inneren Amt.
1762 hatte Stocksried 2 Anwesen, 1 Nebenhäusel, 2 Eigentümer, 2 Herdstätten. 1783 wurde Stocksried als Einöde erwähnt. 1808 hatte Stocksried 2 Anwesen. Die Eigentümer hießen Dorrer und Ochsenbaur.
1808 wurde die Verordnung über das allgemeine Steuerprovisorium erlassen. Mit ihr wurde das Steuerwesen in Bayern neu geordnet und es wurden Steuerdistrikte gebildet. Dabei kam Stocksried zum Steuerdistrikt Egelsried. Der Steuerdistrikt Egelsried bestand aus den Ortschaften Egelsried mit 12 Anwesen, Albenried mit 2 Anwesen, Stocksried mit 2 Anwesen, Pechmühle und Ziegelhütte.
1820 wurden im Landgericht Neunburg vorm Wald Ruralgemeinden gebildet. Dabei kam Oberstocksried zur Ruralgemeinde Egelsried. Zur Ruralgemeinde Egelsried gehörten die Dörfer Egelsried mit 12 Familien, Jagenried mit 8 Familien, der Weiler Albenried mit 2 Familien und die Einöden Oberstocksried und Unterstocksried jeweils mit 1 Familie.
Im Zuge der Gebietsreform in Bayern wurde 1972 die Gemeinde Egelsried aufgelöst und nach Neukirchen-Balbini eingemeindet.
Stocksried gehörte zunächst zur Pfarrei Neukirchen-Balbini. 1865 wurde es zur Pfarrei Penting umgepfarrt. 1997 hatte Oberstocksried 7 Katholiken.

## Einwohnerentwicklung ab 1809
| Jahr | Einwohner | Gebäude |
| ---- | --------- | ------- |
| 1809 | 16 *      | k. A.   |
| 1820 | 1 Familie | k. A.   |
| 1838 | 31 *      | 3 *     |
| 1861 | 15 *      | 9 *     |
| 1871 | 18 *      | 11 *    |
| 1885 | 9         | 1       |
| 1900 | 9         | 1       |

| Jahr | Einwohner | Gebäude |
| ---- | --------- | ------- |
| 1913 | 19 *      | 3 *     |
| 1925 | 7         | 1       |
| 1950 | 9         | 1       |
| 1961 | 14        | 1       |
| 1970 | 11        | k. A.   |
| 1987 | 7         | 1       |
| 2011 | 5         | k. A.   |